# Дмитріївка (Ольховський район)
Дмитріївка (рос. Дмитриевка) — село у Ольховському районі Волгоградської області Російської Федерації.
Населення становить 87 осіб. Входить до складу муніципального утворення Солодчинське сільське поселення.

## Історія
Село розташоване у межах українського історичного та культурного регіону Жовтий Клин.
Згідно із законом від 24 грудня 2004 року № 978-ОД органом місцевого самоврядування є Солодчинське сільське поселення.

## Населення
| 2010 |
| ---- |
| 87   |